# Antoine Coypel
Antoine Coypel (Paris, 12 de abril de 1661 – Paris, 7 de Janeiro de 1722) foi um pintor, o filho mais famoso do pintor francês Noël Coypel.

## Biografia
Antoine estudou com seu pai, com quem ele passou quatro anos em Roma. Antoine Coypel recebeu uma cuidadosa educação literária, cujos efeitos aparecem em suas obras, mas a imaginação graciosa apresentada por seus retratos é prejudicada pelo fato de que ele não era superior ao sabor artificial de sua idade. Na idade de dezoito anos, foi admitido na Academia Real de Pintura e Escultura de Paris , da qual tornou-se professor e reitor, em 1707, e diretor em 1714.
Luís, o grande delfim de França, irmão de Luís XIV da França, encomendou ao artista a pintar uma série de painéis em 1700, ilustrando a história de Cupido e Psique, estes trabalhos mostram algumas das levezas do Rococó, mas com uma medida pesada do Barroco.
Em 1702, o Duque de Orleães encomendado a Coypel para decorar o grande galeria do Palais Royal, com ilustrações da história de Eneias, o teto é um excelente exemplo do estilo barroco na arte francesa. O teto para a capela de Versalhes em 1708 é ainda mais ousada, em que o artista segue um modelo barroco romano. Ele também se juntou em suas longas sessões passaram a cópia afrescos de Rafael no Vaticano Loggie e as obras de Domenico Zampieri no Palazzo Farnese. Ele conheceu Giovanni Lorenzo Bernini e Carlo Maratta e foi concedido um prêmio de desenho pela Academia de São Lucas.
Em 1716 foi nomeado pintor do rei, e ele foi enobrecido no ano seguinte.
Seu meio-irmão de Nöel-Nicolas Coypel e seu filho, Charles-Antoine Coypel (1694-1752) também se tornaram pintores.

## Galeria

Obras seleccionadas
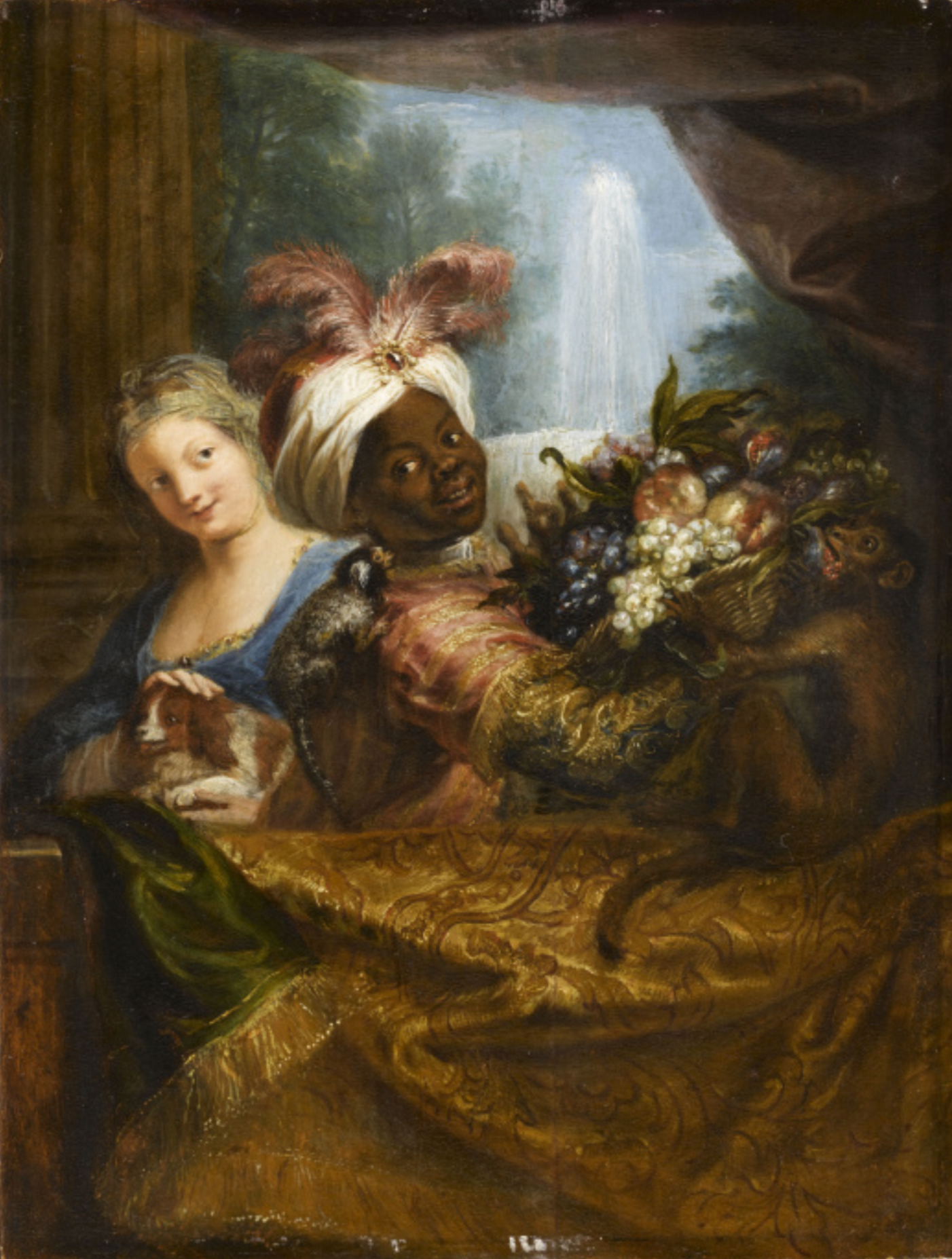
Angola, Negro, Trompete do Rei Luís XIV, com a sua amante
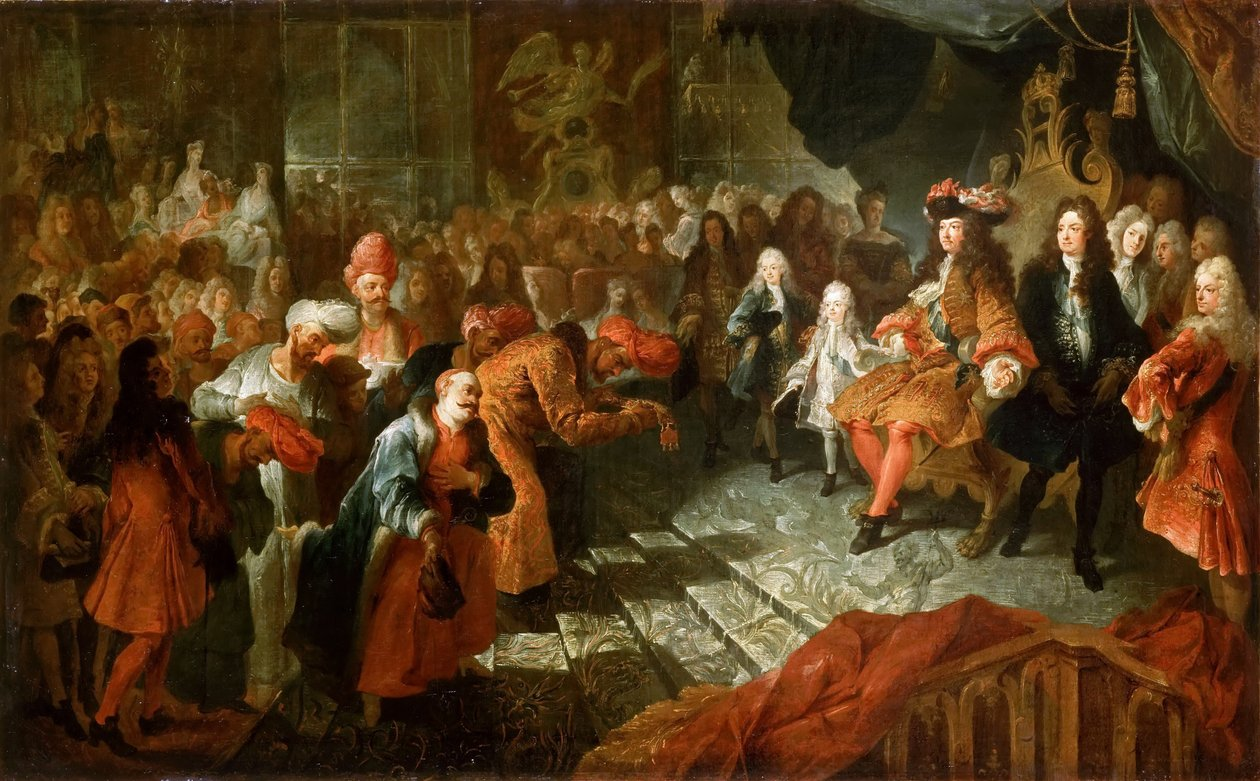
Antoine Coypel, Embaixada pérsia para Luís XIV, 1715
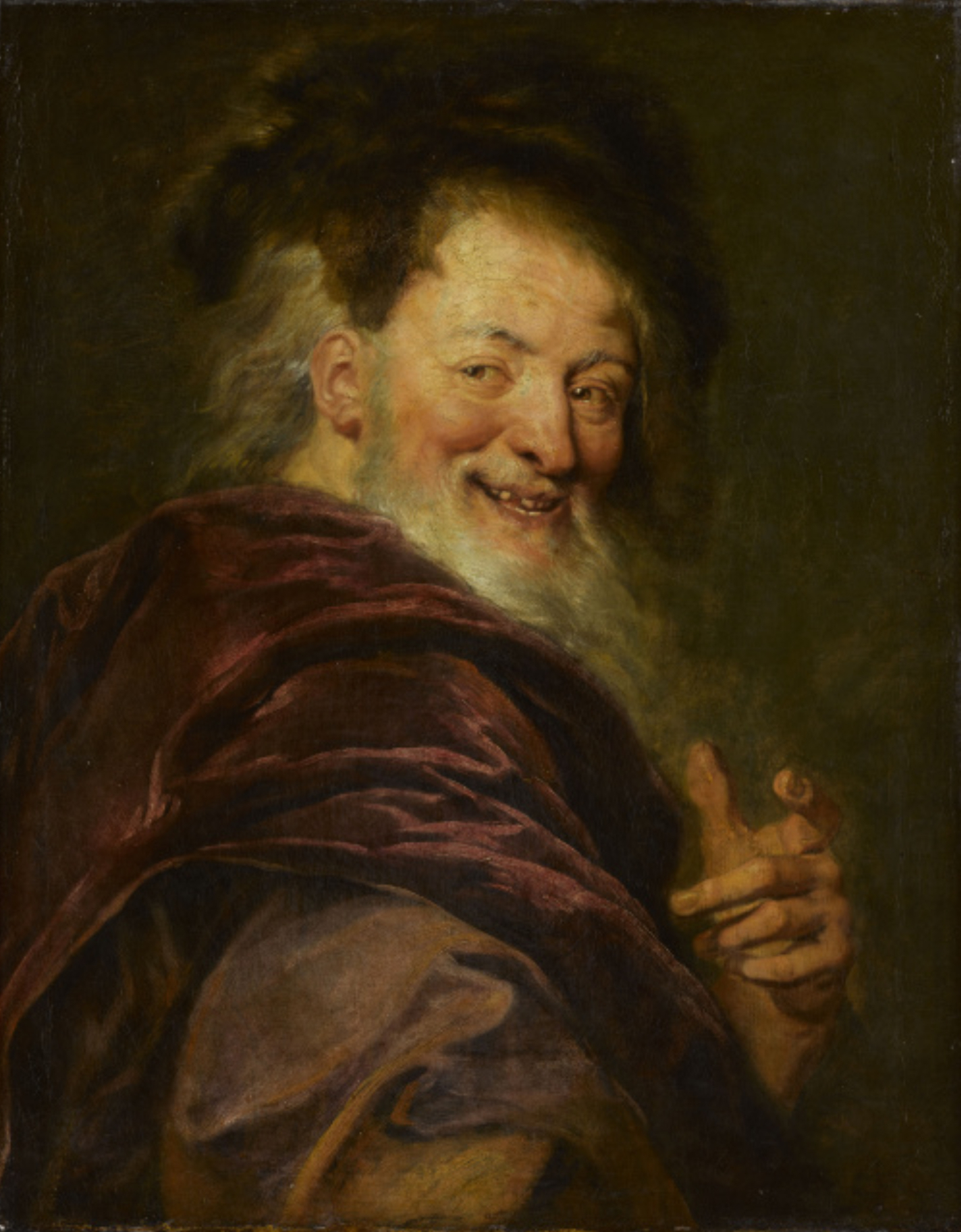
Democritus, 1692
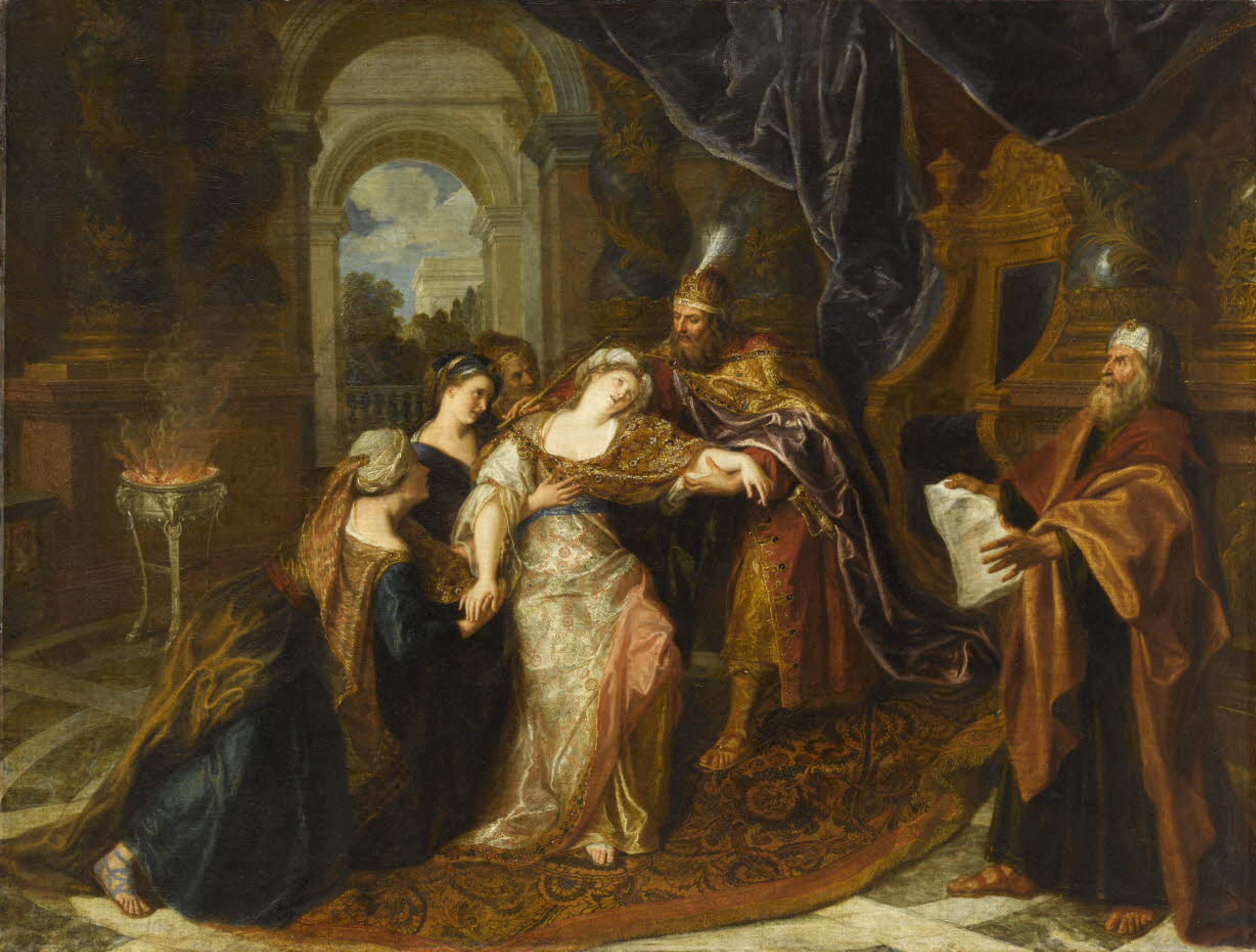
L'Évanouissement d'Esther, 1704
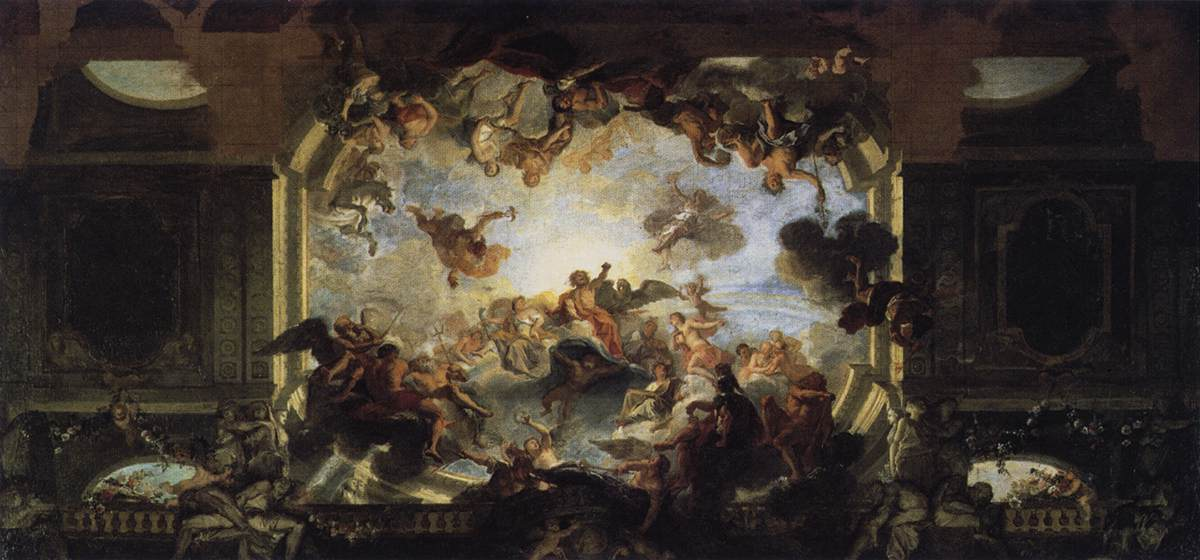
Assembleia dos deuses, 1705
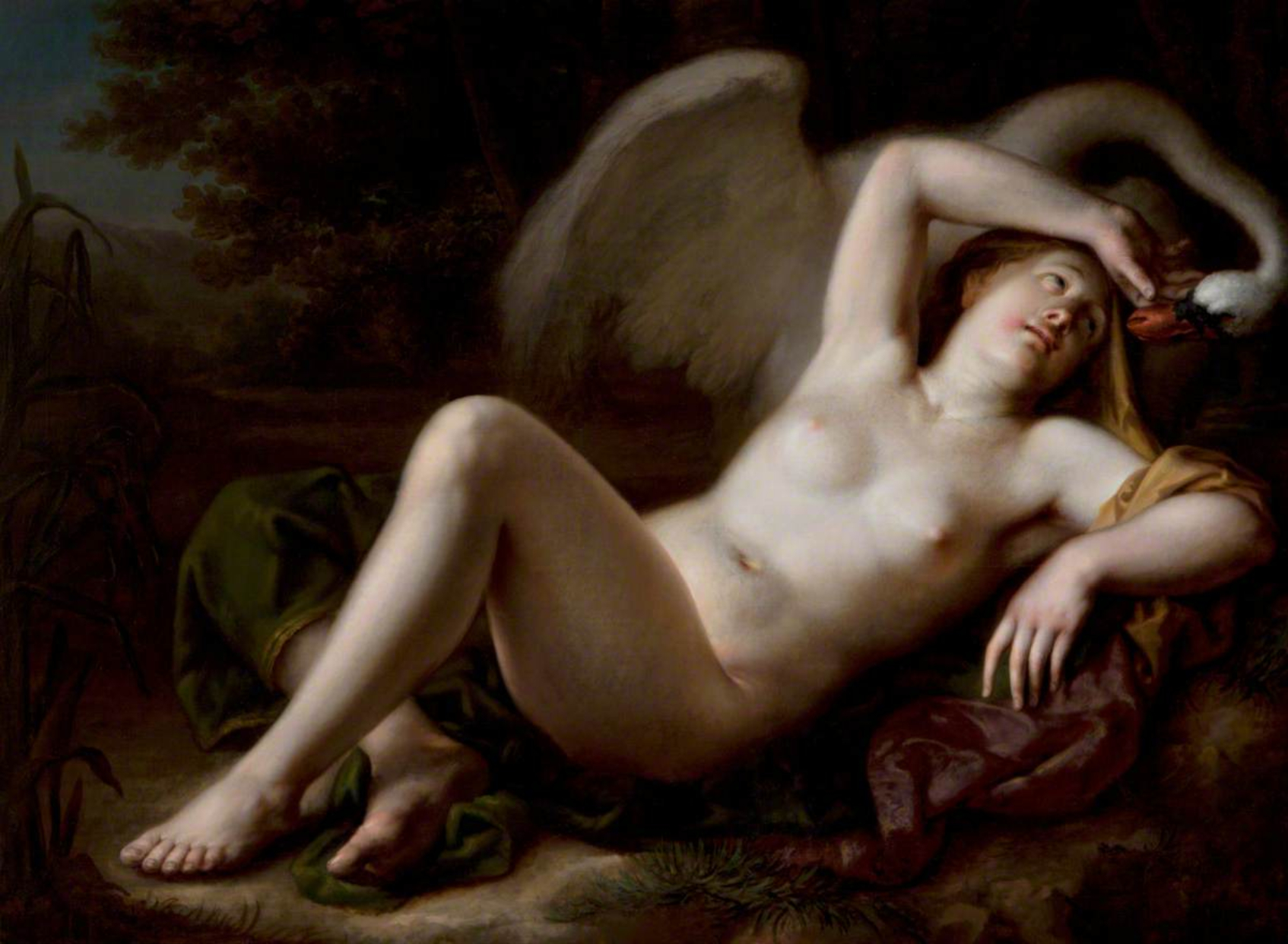
Leda e O Cisne
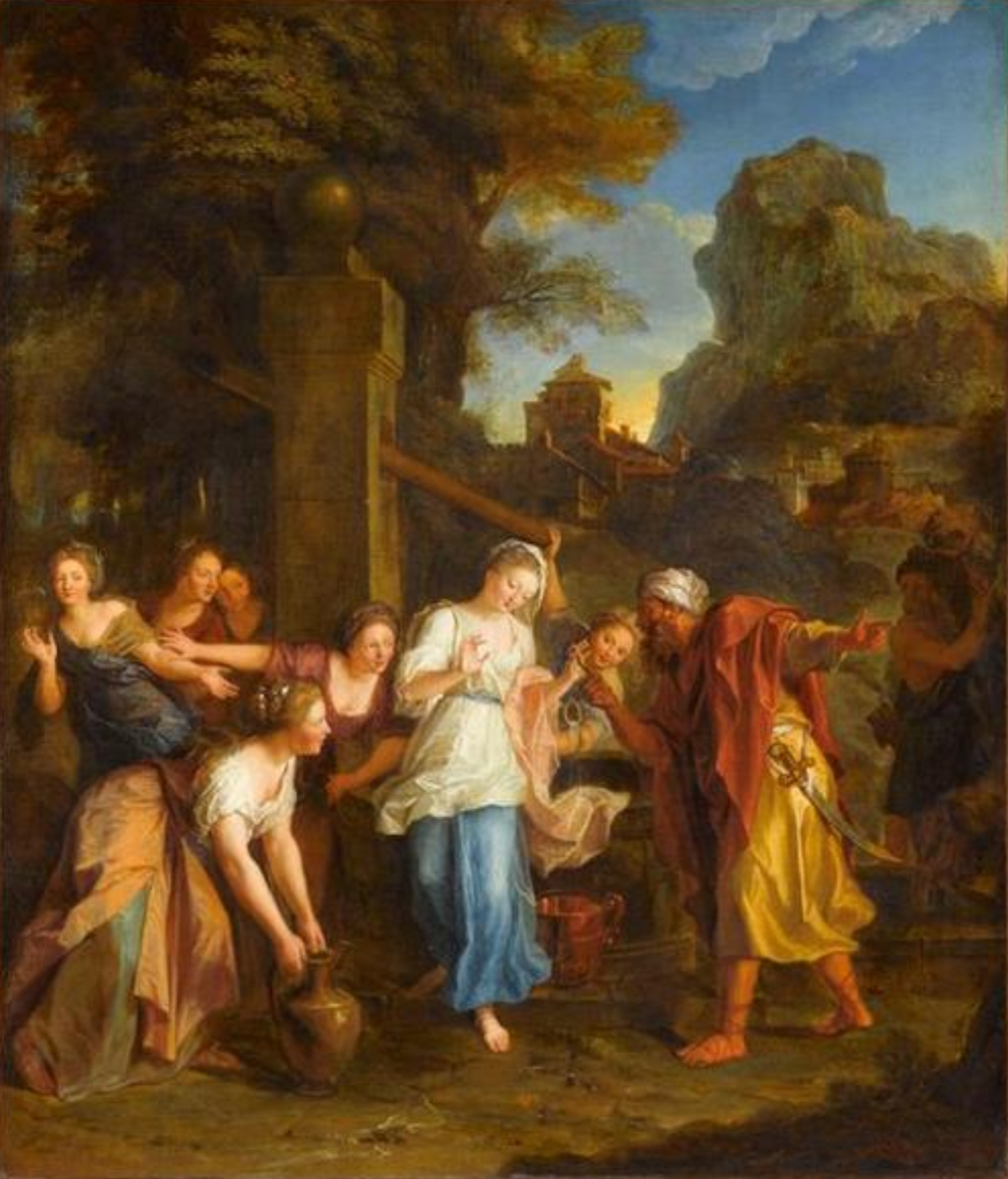
Eliezar e Rebecca, 1701